# Kümmernitztal
Kümmernitztal é um município da Alemanha, situado no distrito de Prignitz, no estado de Brandemburgo. Tem 20,21 km² de área, e sua população em 2019 foi estimada em 356 habitantes.